# ميلودي ميليسينت دانكوه
ميلودي ميليسينت دانكوه (بالإنجليزية: Melody Millicent Danquah)‏ (من مواليد 6 يناير 1937 - تُوفيت في 18 مارس 2016) وهي كابتن طيران من غانا، وأول امرأة أفريقية على الإطلاق تطير بطائرة منفردة في أفريقيا.

## حياتها المبُكرة
ولدت ميلودي ميليسينت دانكوه في لارته أكوابم في 6 يناير 1937 إلى ايبينيا ريكسفورد أدي دانكاه، وكانت والدتها سيلينا جيامفي. كان لميلودي 16 أخ واخت.

## تعليمها
تلقت ميلودي تعليمها في المدارس الابتدائية وفي مدرسة لارتاه ومدرسة ويسلي للبنات الثانوية في كايب كوست.

## عملها
تم اختيارها من بين النساء الثلاث الأوائل في نهاية عام 1963 لتدريبهم على القوات الجوية الغانية كطيارين. نجحت في الحصول على الرتبة والتدريب العسكري الأساسي في أكاديمية غانا العسكرية. في 22 يونيو 1964 ، طارت ميلودي منفردة لأول مرة في طائرة دي هافيلاند كندا دي إتش سي، لتصبح أول امرأة غانية وربما أول امرأة أفريقية على الإطلاق تطير بطائرة منفردة.